# Lijst van rijksmonumenten in Ten Post
De plaats Ten Post telt 8 inschrijvingen in het rijksmonumentenregister. Hieronder een overzicht.
| Object                                                                           | Oorspronkelijke functie?  | Bouwjaar                                              | Architect                                   | Locatie           | Coördinaten?                  | Nr.?   | Afbeelding                                                                       |
| -------------------------------------------------------------------------------- | ------------------------- | ----------------------------------------------------- | ------------------------------------------- | ----------------- | ----------------------------- | ------ | -------------------------------------------------------------------------------- |
| Olle Widde                                                                       | Industrie- en poldermolen | voor 1828 1961 (rest.) 1977 (herst.) ca. 1990 (rest.) | Schuitema en Doornbosch (1961) Vaags (1990) | Eestumerweg 37    | 53° 18' 0" NB, 6° 43' 35" OL  | 9787   | Meer afbeeldingen                                                                |
| Hervormde kerk, preekstoelkuip                                                   | Vanwege onderdelen kerk   | 17e eeuw                                              |                                             | B. Kuiperweg 14   | 53° 17' 46" NB, 6° 43' 54" OL | 9788   | Hervormde kerk, preekstoelkuip                                                   |
| Terrein met een wierde (Swieringa's Polder II tegenover boerderij De Graslanden) | Archeologisch monument    | ca. begin jaartelling                                 |                                             | bij Stadsweg 56   | 53° 17' 39" NB, 6° 42' 57" OL | 45722  | Terrein met een wierde (Swieringa's Polder II tegenover boerderij De Graslanden) |
| Terrein met een wierde (Hemert; zuidelijk deel)                                  | Archeologisch monument    | ca. begin jaartelling                                 |                                             | Hemerterweg       | 53° 18' 28" NB, 6° 42' 32" OL | 45723  | Upload foto                                                                      |
| Terrein met een wierde (Hemert; noordelijk deel)                                 | Archeologisch monument    | ca. begin jaartelling                                 |                                             | Hemerterweg       | 53° 18' 33" NB, 6° 42' 35" OL | 45724  | Terrein met een wierde (Hemert; noordelijk deel)                                 |
| Terrein met resten van een borg (Freylema)                                       | Archeologisch monument    | middeleeuwen                                          |                                             | Medenweg          | 53° 18' 10" NB, 6° 44' 28" OL | 45726  | Terrein met resten van een borg (Freylema)                                       |
| Terrein met een wierde (Oubenaars Wierde)                                        | Archeologisch monument    | ca. begin jaartelling                                 |                                             | B. Kuiperweg      | 53° 17' 35" NB, 6° 44' 5" OL  | 45727  | Upload foto                                                                      |
| Winkelwoning met aangebouwde schuur                                              | Werk-woonhuis             | ca. 1910                                              |                                             | Oude Rijksweg 213 | 53° 17' 54" NB, 6° 43' 46" OL | 508671 | Winkelwoning met aangebouwde schuur                                              |
| Rentenierswoning met aangebouwd achterhuis en schuur                             | Woonhuis                  | 1883                                                  |                                             | Eestumerweg 1     | 53° 17' 54" NB, 6° 43' 44" OL | 508674 | Upload foto                                                                      |